# Jardín Constitución (Salamanca)
El Jardín Constitución es un espacio público ubicado en el centro histórico de la ciudad de Salamanca, Guanajuato, México. 

## Historia
Es un sitio emblemático de la ciudad de Salamanca. El 16 de septiembre de 1910 fue inaugurado para conmemorar el Centenario de la Independencia de México. Las obras incluyeron instalar un quiosco, árboles de la especie Ficus microcarpa, y bancas de fierro que databan de 1908. La plaza está rodeada de edificios importantes para el municipio, como la Presidencia Municipal, los portales históricos, casas porfirianas y el más destacable, la Parroquia del Señor del Hospital.
Desde el siglo XVIII se empezó a conformar el espacio central que hoy en día es el Jardín Constitución. Es el punto donde se comenzó el trazado de la naciente villa de Salamanca, fundada en 1603. Como las otras poblaciones hispanoamericanas, fue el centro político, civil y religioso de la villa. Cuenta con portales de diferentes épocas y estilos que la rodean. En el lado oeste de la plaza se localiza el Portal Corregidora que data del siglo XIX.
En el este de la plaza se localiza el Portal José Rojas Garcidueñas, más conocido como el Portal El Bachiller y anteriormente conocido como el Portal de los Bravo, data del siglo XVIII. Posee una de las mejores fincas de la ciudad, la cual tiene una fachada barroca en el nivel bajo. El nivel superior tiene el estilo neoclásico. Su patio sin embargo tiene arcos neogóticos. Aparte de esta casona histórica, en el extremo sur del portal se ubica la Botica del Señor del Hospital. Las boticas venden productos medicinales preparadas de maneras tradicionales.
En el sur de la plaza se localiza el Portal Octaviano Muñoz Ledo, nombrado en honor a un político guanajuatense que sirvió como gobernador de los estados de Guanajuato y Querétaro. En este portal del siglo XX se ubica la Presidencia Municipal. Este edificio se inició el 20 de julio de 1901, después de que el presidente municipal propusiera que se construyera un nuevo palacio municipal. En el proceso se adquirieron algunas viviendas incluyendo el mesón La Rinconada. El 22 de junio de 1904 finalizaron las obras y fue inaugurado oficialmente el 4 de agosto del mismo año.

## Galería

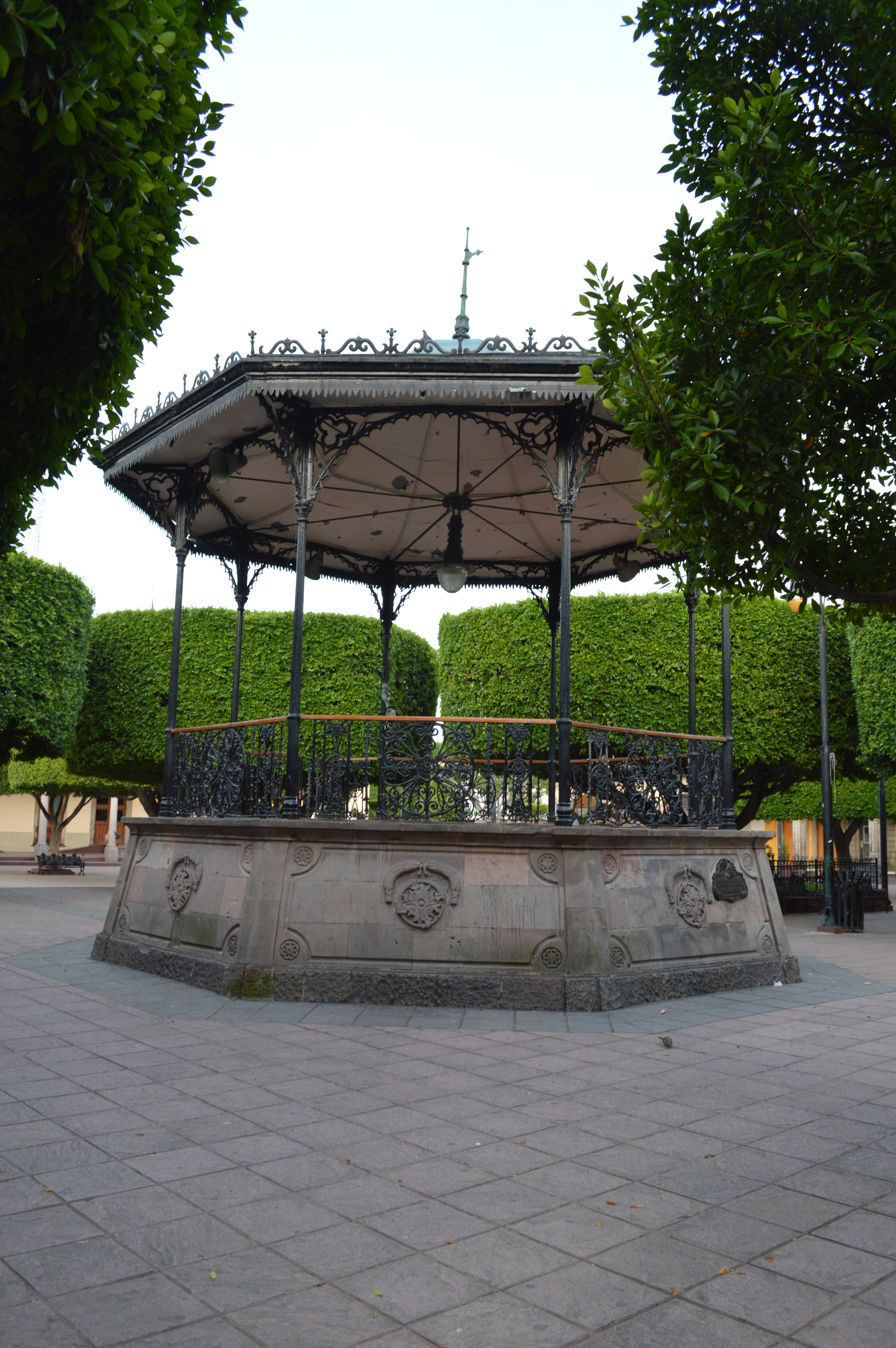
El quiosco.
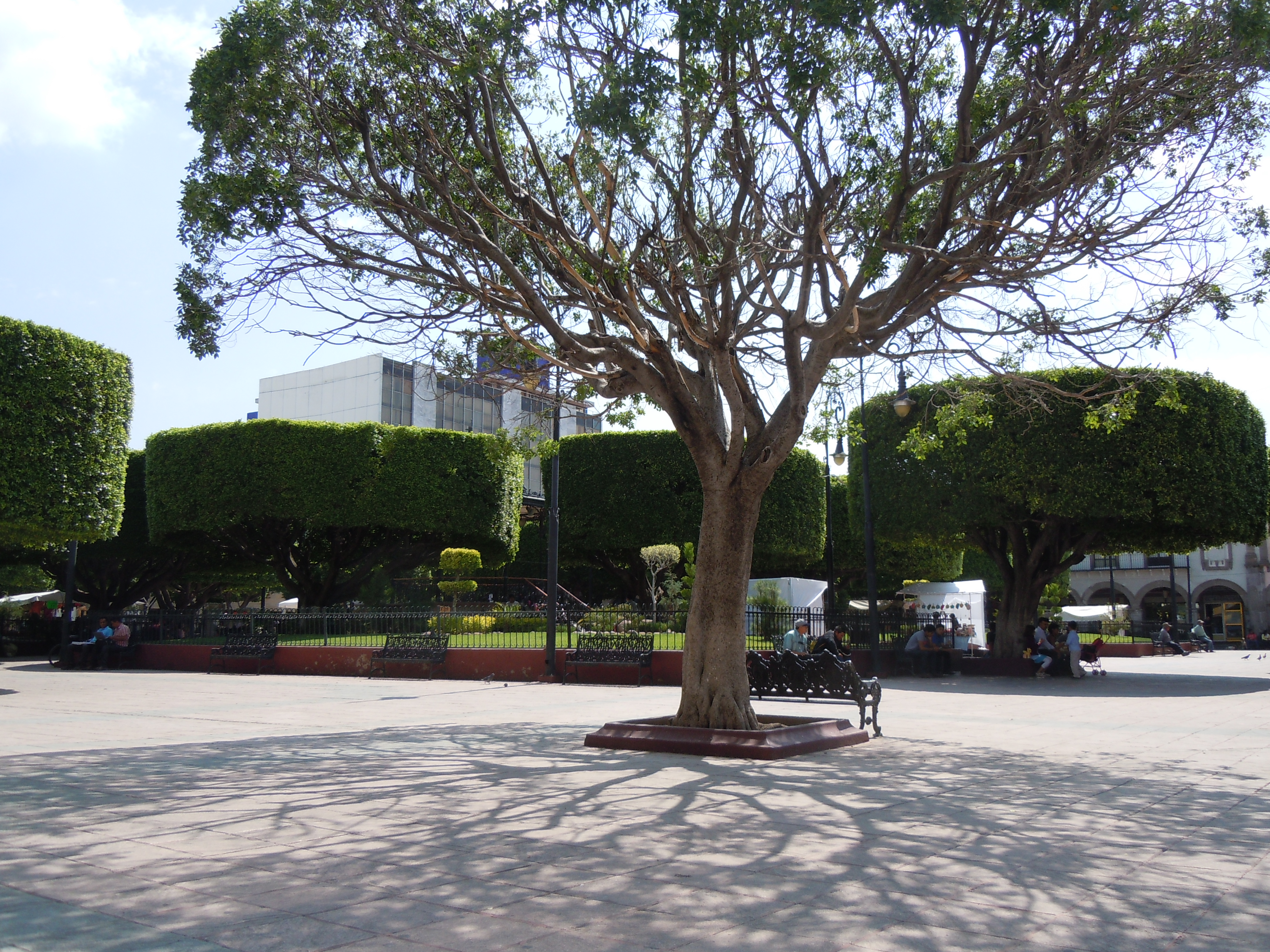
Vista de la plaza.
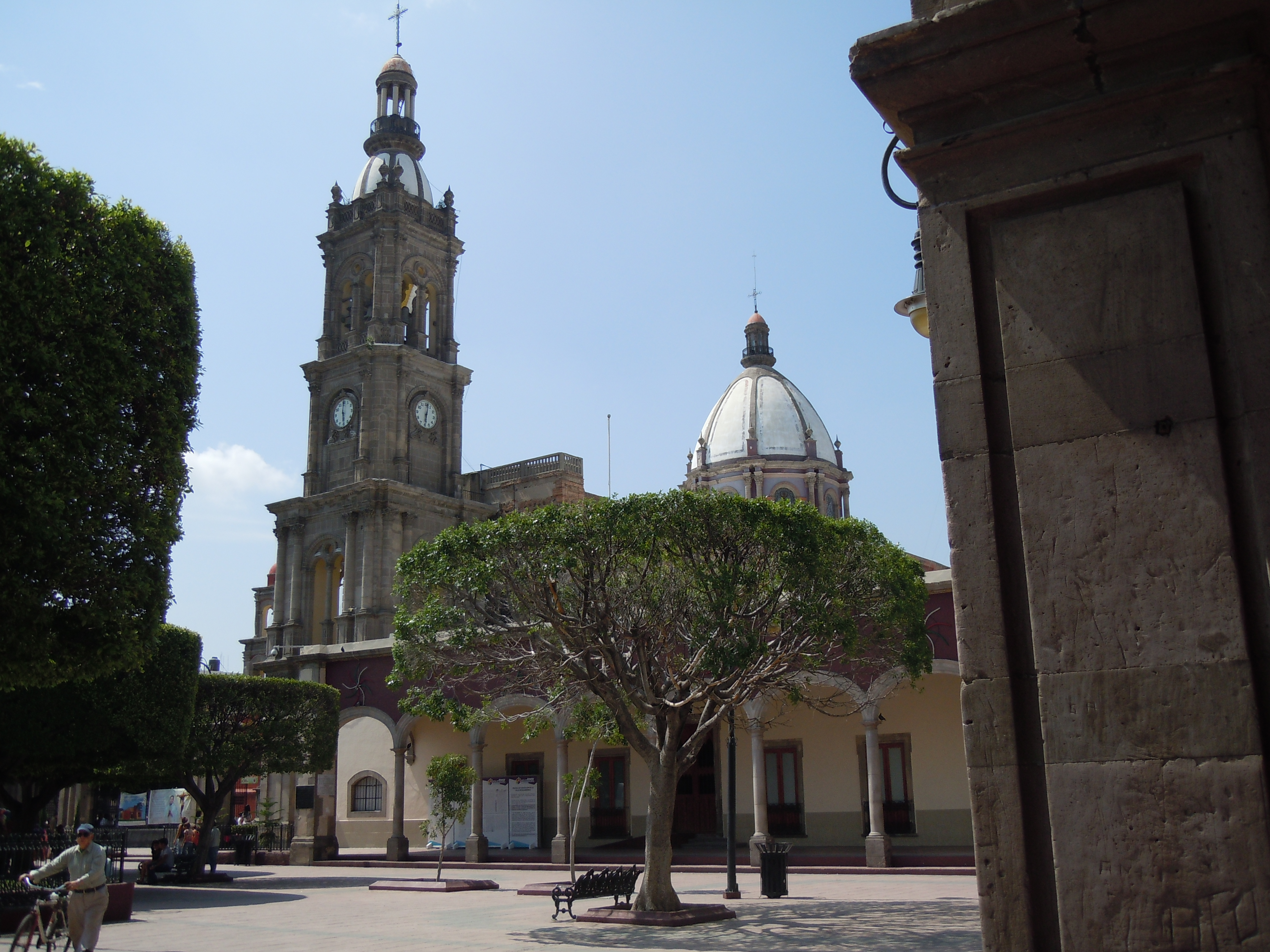
La Parroquia del Señor del Hospital.
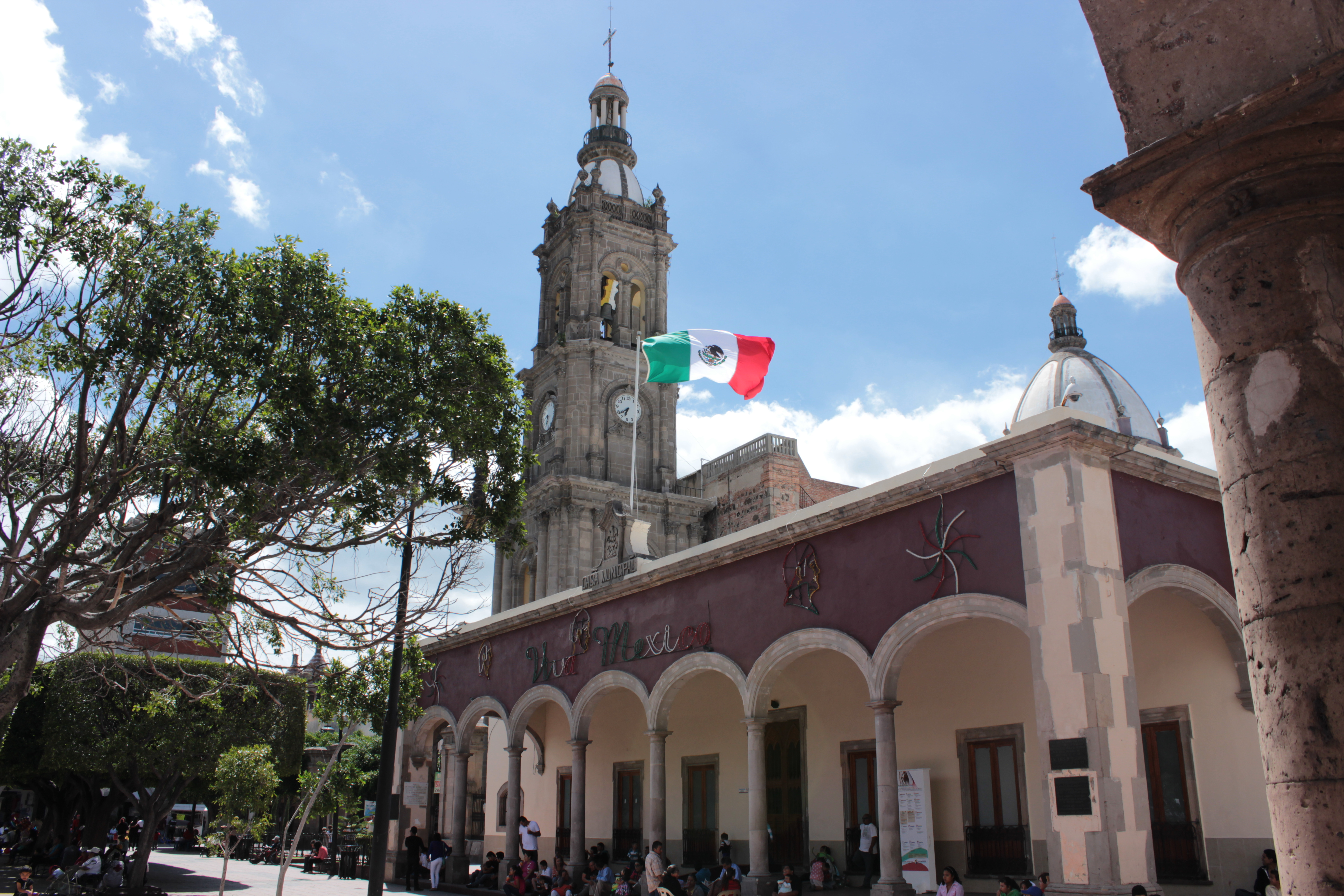
La Presidencia Municipal.
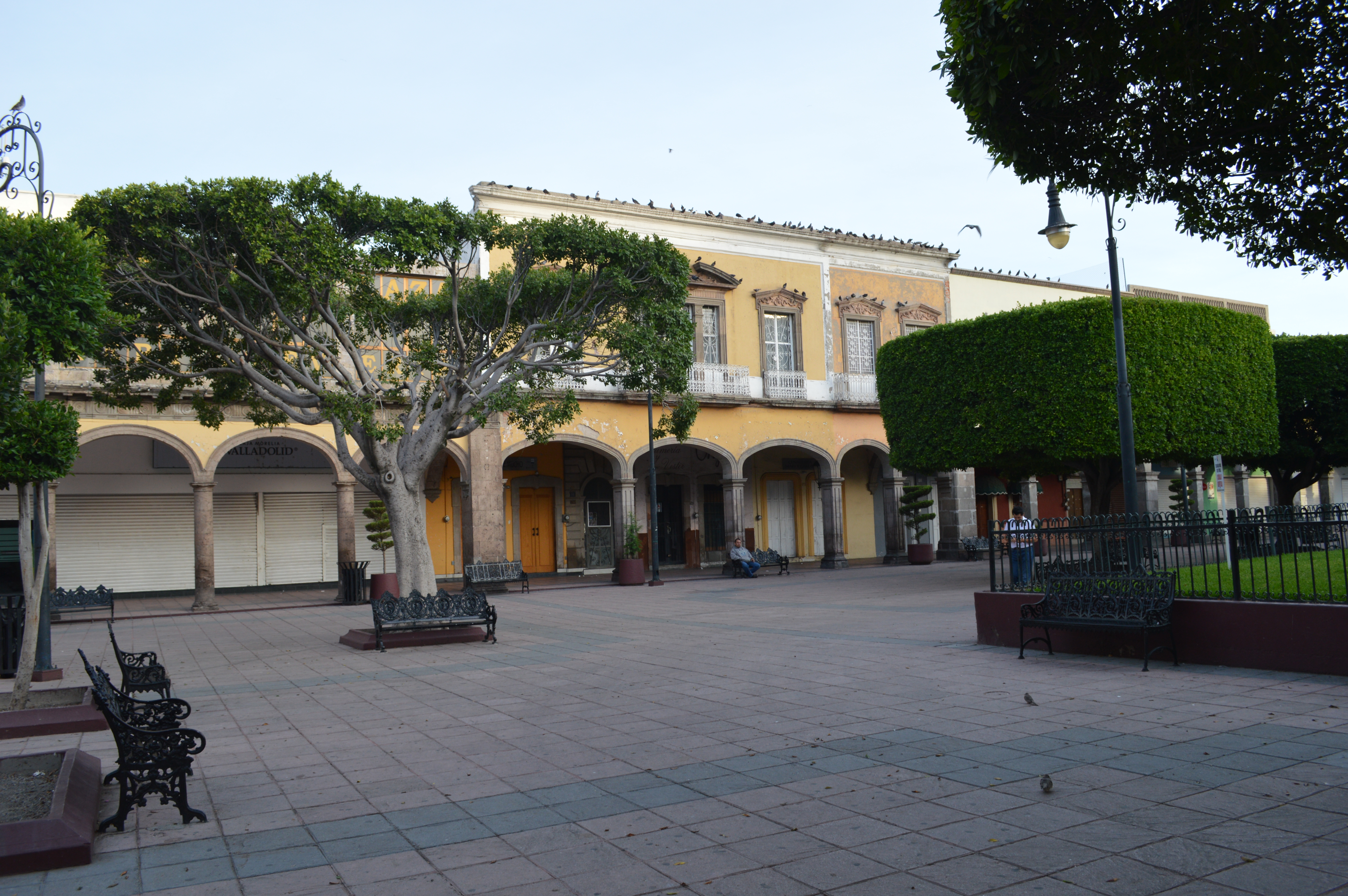
El Portal Corregidora.